# Tardenois

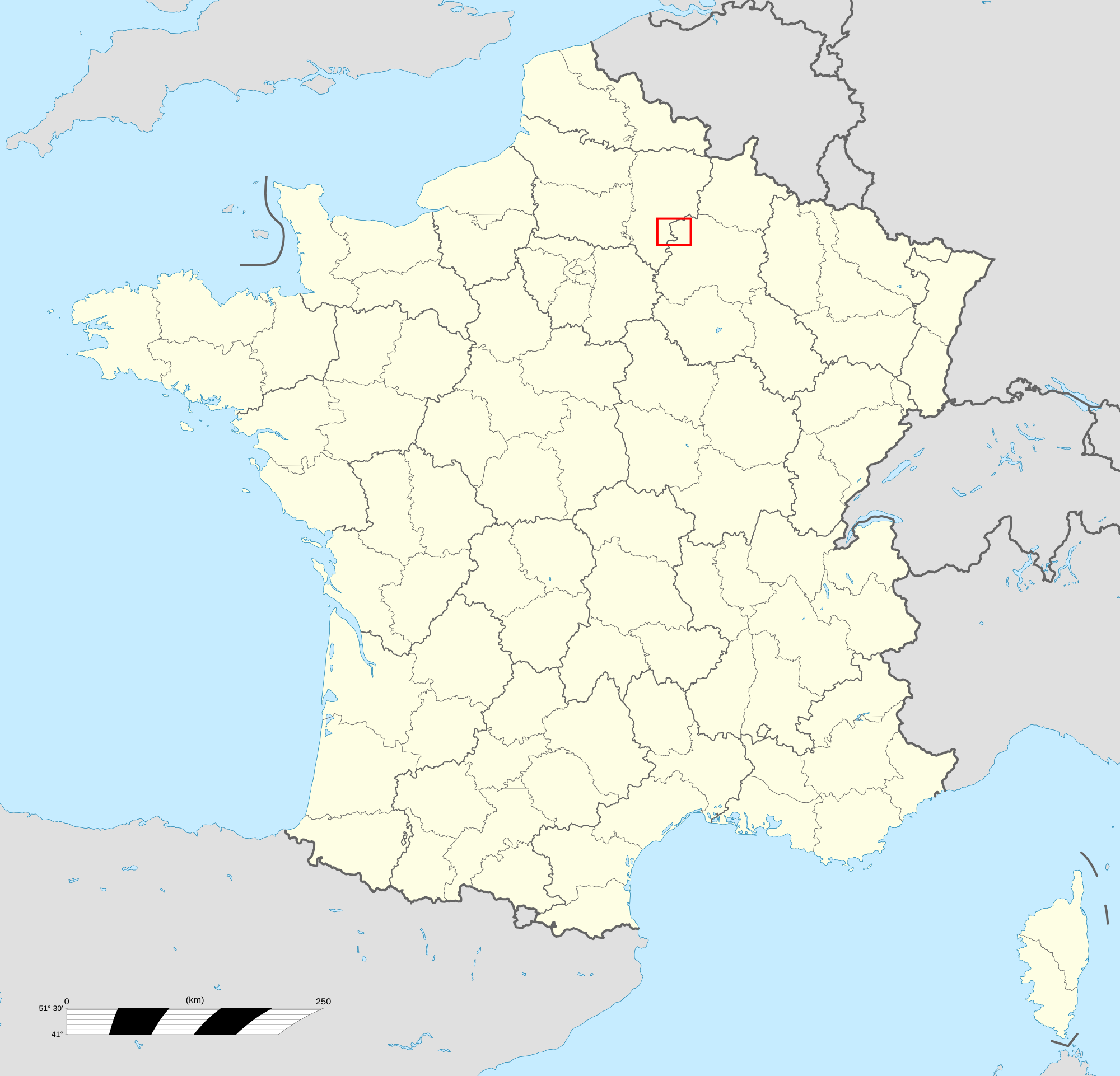
Ligging van de Tardenois in Frankrijk

De Tardenois is een landstreek in Frankrijk. De streek ligt in het noorden van het land, op de grens van de departementen Marne en Aisne.

## Geschiedenis
De streek gaf haar naam aan de prehistorische cultuur van het Tardenoisien.
Voor de Gallische oorlogen zou de Tardenois in het grondgebied van de Suessiones hebben gelegen.
Uit Karolingische tijd, dateert uit de 9de eeuw een vermelding als pagus tardinisus.

## Toponiemen
De naam Tardenois wordt verwezen in de naam van verschillende (voormalige) gemeenten en plaatsen in de streek:
Coulonges-en-Tardenois,
Fère-en-Tardenois,
Fresnes-en-Tardenois en
Ville-en-Tardenois.